# W Connection
Williams Connection Football Club, meist nur verkürzt als W Connection bezeichnet, ist ein Fußballverein aus Couva, Trinidad und Tobago, der seit seiner offiziellen Gründung im Jahr 1999 in der höchsten Spielklasse des Landes vertreten ist.

## Geschichte

### Gründung
Die Wurzeln des Vereins gehen auf eine 1986 in San Fernando von den Brüdern David John-Williams und Patrick John-Williams gegründete Freizeitmannschaft zurück. Als 1999 in Trinidad und Tobago die Profiliga eingeführt wurde, erfolgte die offizielle Gründung des Vereins, der auch Gründungsmitglied der TT Pro League war.

### Erfolge auf nationaler Ebene
Die erste Saison 1999 wurde mit einem dritten Rang in der Meisterschaft und dem Gewinn des einheimischen Pokalwettbewerbs abgeschlossen. In der folgenden Saison 2000 gewann der Verein das „Double“. 2001 folgte der zweite Meistertitel und 2002 ein weiterer Pokalsieg. Nach den überaus erfolgreichen Anfangsjahren des Vereins konnten seither auf nationaler Ebene „lediglich“ zwei weitere Meistertitel in den Spielzeiten 2005 und 2011/12 hinzu gewonnen werden.

### Internationale Erfolge
Durch entsprechende Erfolge in den Turnieren der CONCACAF konnte die Mannschaft jedoch bald schon über die Landesgrenzen hinaus auf sich aufmerksam machen. So setzte sie im CONCACAF Champions’ Cup 2003 dem späteren Turniersieger Toluca kräftig zu, als sie im Hinspiel von Toluca durch Tore von Rolando Viana und Kendall Davis zur Pause mit 2:0 in Führung lag, ehe Toluca das Spiel in der zweiten Halbzeit noch drehen konnte und mit 3:2 gewann. Auch im Rückspiel führte W Connection zur Pause mit 1:0 und später noch mit 2:1 und 3:2, ehe Toluca stets der Ausgleich gelang und das Spiel noch 3:3 endete. Die beiden spannungsreich verlaufenen Spiele gegen Toluca waren der erste von bisher vier Vergleichen mit Mannschaften aus der im Bereich der CONCACAF schier übermächtig erscheinenden mexikanischen Liga. Erwartungsgemäß hat Williams Connection zwar sämtliche Spiele in Mexiko verloren, gleichzeitig aber auch seine Heimstärke dadurch unter Beweis gestellt, dass es bisher keiner mexikanischen Mannschaft gelang, mit einem Sieg nach Hause zu fliegen. In der CONCACAF Champions League 2009/10 trotzte man den UNAM Pumas ein 2:2 ab (und hatte sich vorher bereits gegen die New York Red Bulls durchgesetzt!) und in der CONCACAF Champions League 2012/13 erreichte man ein 1:1 gegen den mexikanischen Rekordmeister Chivas Guadalajara. Gegen denselben Gegner konnte Williams Connection im CONCACAF Champions’ Cup 2007 bereits einen 2:1-Erfolg verbuchen, verlor jedoch das Rückspiel mit 0:3 und schied auch in diesem Vergleich aus.
Internationale Titel gewann die Mannschaft in den Spielzeiten 2006/07 und 2009 im Rahmen der karibischen Klubmeisterschaften.